# Salma Sarsout
Salma Sarsout, née le 9 février 1964 à Redeyef, est une femme politique tunisienne membre du parti islamiste Ennahdha.
Après des études primaires effectuées entre Gabès et Nefta, puis des études secondaires effectuées entre Tozeur, Nefta et Ezzahra, elle obtient son baccalauréat en 1981. Elle étudie ensuite deux ans à la faculté des lettres et des sciences humaines de La Manouba puis obtient en 1985 une maîtrise à la faculté des lettres et des sciences humaines de Rabat (Maroc).
Active au sein du mouvement islamique à la faculté, elle s’oriente à partir de 1989 vers le travail associatif.
Élue comme membre de l'assemblée constituante, le 23 octobre 2011, elle représente le parti islamiste Ennahdha dans la circonscription de Ben Arous. Elle intègre alors la commission de l'infrastructure et de l'environnement, dont elle est le rapporteur, et la commission des droits et des libertés.